# Xã South Big Rock, Quận Sharp, Arkansas
Xã South Big Rock (tiếng Anh: South Big Rock Township) là một xã thuộc quận Sharp, tiểu bang Arkansas, Hoa Kỳ. Năm 2010, dân số của xã này là 166 người.